# Charlotte Matthews
Charlotte Matthews, född Marlar 1759, död 1802, var en brittisk affärsidkare.  
Hon gifte sig med William Matthews 1776. Vid sin makes död 1792 ärvde hon hans bankverksamhet i London, som bland annat inkluderade intressen i den ledande stålindustrin Boulton & Watt. Hon blev också medlem i Loyds of London. Hon använde sina tillgångar för att öppna ett konto på Bank of England, som hon sedan använde för att sköta finansaffärerna åt bland andra Boulton & Watt från sin bas i London. Som medlem av Londonsocieteten använde hon effektivt sina kontakter i sina transaktioner. Hon hade en framgångsrik karriär i Londons finansvärld och kunde dra nytta av möjligheterna under den industriella revolutionen som mellanled mellan bankvärlden och industrin. 
Hennes verksamhet var relativt ovanlig för hennes kön på denna nivån, då bankvärlden var nästan helt manlig, men inga invändningar ska ha förekommit mot henne på grund av hennes kön; inom affärsvärlden ska hon demonstrativt ha klätt sig i änkedräkt för att poängtera sin status (då en änka var mer accepterad i affärsvärlden än andra kvinnor), och hennes status som en medlem av societeten och hennes sätt att väva in sin affärsverksamhet i sitt livliga sällskapsliv tycks ha neutraliserat den kritik en kvinna inom affärsvärlden annars kunde mötas av under denna tid. 